# مركب تيم9-نيم10
يشكل تيم9 و تيم10 مجموعة بروتينات تيم الصغيرة الأساسية التي تساعد في نقل السلائف الكارهة للماء عبر حيز بين غشائي في خلايا الثدييات. يشكل كل من تيم9و تيم10 سداسيا ، مجموعة تيم9 - تيم 10 ، والتي عند ارتباطها ، تعمل كمرافق للمساعدة في نقل البروتينات الأولية من غشاء الميتوكوندريا الخارجي إلى ترانسلوكاز في الغشاء الداخلي. لا تقوم مجموعة تيم9 - تيم 10 الوظيفية  بتوجيه البروتينات الأولية  إلى غشاء الميتوكوندريا الداخلي من أجل التفاعل مع مجمع تيم22 فحسب ، بل يوجه أيضا البروتينات الأولية برميل بيتا إلى آلات الفرز والتجميع (SAM) للغشاء الخارجي.

## تركيب مركب تيم9 - تيم10
يتكون مركب تيم9-تيم10 من ثلاثة جزيئات تيم9 وثلاثة جزيئات تيم10. تتكون كل وحدة فرعية من تيم9 و تيم10 من 80-110  وحدة حمض أميني بنائية مع أربعة وحدات بنائية من السيستين محفوظة تشكل رابطتي ثنائي كبريتيد داخل الجزيئات. تطوى كل وحدة فرعية في هيكل حلزوني- حلقي- حلزوني ، حيث تشكل كل حلقة شكل دونات يكوّن  الوجه العلوي للمركب. يأخذ هيكل مجموعة تيم9-تيم10 شكل مروحة الفا، مع شفرتين حلزونيتين تشعان من مسام مركزية ضيقة.

## التكوّن الحيوي لتيم الصغيرة
تُصنع بروتينات تيم الصغيرة التي تفتقر إلى تسلسل مسبق قابل للانقسام ، ولكنها تحتوي بدلا من ذلك على معلومات استهداف داخلية وتحتاج إلى استيرادها إلى الحيز بين الغشائي. يُعتقد أن آلات استيراد وتجميع الفضاء بين الأغشية (MIA) تنظم نقل سلائف تيم الصغيرة إلى الجزء الفرعي للحيز بين الأغشية. تتكون آلات استيراد وتجميع الحيز من اثنين من البروتينات الأساسية الغنية بالسيستين(Mia40 وErv1). يشار إلى (Mia40) أيضا باسم تيم40 في الخميرة وقد ذٌكر أن نقص (Mia40) يؤثر على استيراد تيم الصغيرة.  يتم تثبيت (Mia40) على الغشاء الداخلي للميتوكوندريا عبرقطعة المطراف النيتروجيني الكاره للماء، مما يعرض مجالا كبيرا للحيز بين الأغشية. أنه يحتوي على 6 وحدات بنائية من السيستين المحفوظة ، والتي تسمح بربط بروتينات السلائف تيم الواردة. بعد استيراد بروتينات تيم الصغيرة إلى الحيز بين الأغشية ،يتفاعل (Mia40) مع بروتينات تيم الصغيرة عبر روابط ثاني كبريتيد. بعد مصاوغة جسر ثاني كبريتيد ، يتم إطلاق عديد الببتيد. (Mia40)الذي هو الآن في حالة اختزال ، ثم يتأكسد بواسطة (Erv1). خطوة الأكسدة هذه ضرورية لتسهيل جولات أخرى من استيراد السلائف البروتينية. بدون نشاط(Erv1) ، يتراكم (Mia40 )المُختزل وهو في شكل غير نشط. يتم الحفاظ على التفاعل بين بروتينات السلائف الواردة (Mia40 وErv1) ، نتيجة لتدفق الإلكترونات التي يتم نقلها من البروتين الوارد إلى (Mia40) ,ومن (Mia40) المختزل إلى (Erv1) المؤكسد. يتم إطلاق السلائف في حالة مؤكسدة وتشكل جسور ثاني كبريتيد تمنع هروبها من الحيز بين الغشائي. يتم الحفاظ على بروتينات تيم الصغيرة في شكل نشط داخل الحيز بين الأغشية بواسطة (Hot13) [مساعد تيم]. من الممكن أن يكون ل (Hot13) تأثيرات اختزال على بروتينات تيم الصغيرة لأنها توازن الآثار الضارة التي تظهرها العوامل المؤكسدة.